# Paromalus notabilis
Paromalus notabilis är en skalbaggsart som beskrevs av Lewis 1888. Paromalus notabilis ingår i släktet Paromalus och familjen stumpbaggar. Inga underarter finns listade i Catalogue of Life.